# 10.000-Meter-Lauf

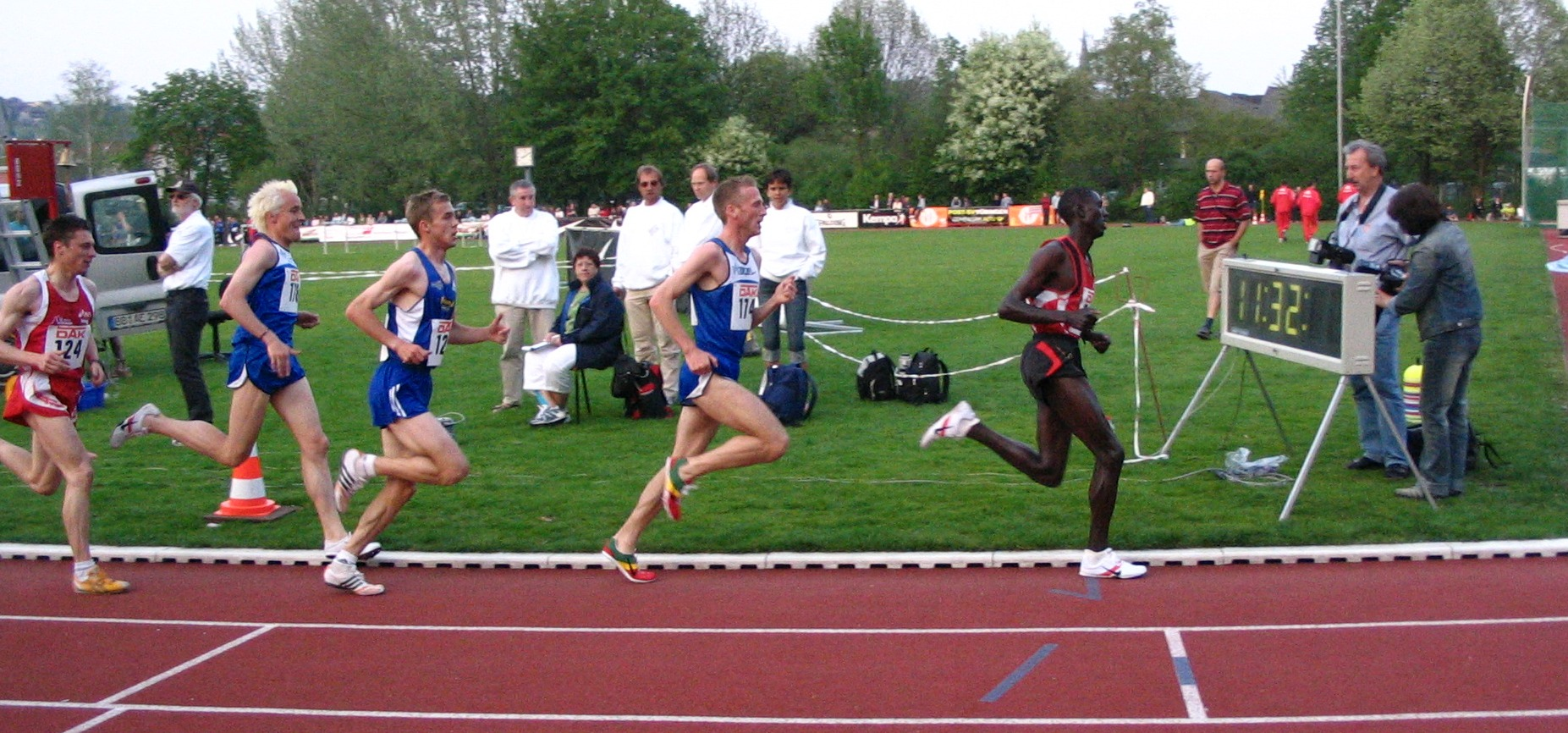
Deutsche Meisterschaften im 10.000-Meter-Lauf in Tübingen 2006

Der 10.000-Meter-Lauf ist eine Laufdisziplin der Leichtathletik – die zweitlängste Distanz von drei olympischen Disziplinen auf der Langstrecke. Zu laufen sind 25 Stadionrunden; der Start erfolgt von der Startevolvente an der Ziellinie.
Der 10.000-Meter-Lauf ist Bestandteil der im Sommer ausgetragenen Deutschen Meisterschaften, wird aber – wie einige andere Disziplinen auch – derzeit nicht im Rahmen der zentralen Wettkämpfe ausgetragen, sondern örtlich und zeitlich vom Hauptort getrennt durchgeführt und Deutsche Meisterschaften im 10.000-Meter-Lauf bezeichnet.
Die schnellsten Männer erreichen Zeiten um 27 Minuten, das entspricht 6,2 m/s oder 22 km/h.
Die schnellsten Frauen erreichen Zeiten um 30 Minuten, das entspricht 5,6 m/s oder 20 km/h.
Bei Olympischen Spielen steht der 10.000-Meter-Lauf für Männer seit 1912 in Stockholm im Programm, für Frauen seit 1988 in Seoul.

## Geschichte
In der Frühzeit der modernen Leichtathletik wurden in Großbritannien Rennen über 6 Meilen (9656,064 Meter) oder 10 Meilen (16.093,44 Meter) ausgetragen. Die erste registrierte 10.000-Meter-Bestzeit stammt aus dem Jahre 1847 und wurde als Zwischenzeit eines 10-Meilen-Laufes ermittelt.
Als erster Langstreckenlauf kam bei den Olympischen Zwischenspielen 1906 in Athen ein 5-Meilen-Lauf (8046,72 Meter) ins Programm, der ebenso bei den Olympischen Spielen 1908 in London ausgetragen wurde. Seit 1912 in Stockholm werden von den Männern die 10.000 Meter ebenso wie die 5000 Meter bei Olympischen Spielen gelaufen.
In Deutschland waren bis zum Ersten Weltkrieg weder der 5000- noch der 10.000-Meter-Lauf verbreitet, stattdessen wurde die deutsche Meile mit einer Länge von 7500 Metern gelaufen (letzter deutscher Rekord: 22:43,2 min im Jahre 1939 durch Max Syring). Ins Programm der Deutschen Meisterschaften kam der 5000-Meter-Lauf erstmals am 23./24. August 1919.
Die ersten Frauenrennen auf Langstrecken wurden 1953 in Großbritannien über eine Länge von 3000 Metern ausgetragen. Die 10.000-Meter-Strecke wird für Frauen seit 1987 in Rom bei Weltmeisterschaften und seit 1988 in Seoul bei Olympischen Spielen ausgetragen.
Die 10.000-Meter-Läufe sind seit den 1920er Jahren von den Trainingsmethoden der dominierenden Läufer geprägt: Der Finne Paavo Nurmi lief zweimal täglich lange Strecken, im Winter auf Skiern, ergänzt durch Wiederholungsläufe über Kurzstrecken. Der Schwede Gunder Hägg erfand in den 1940er Jahren das Fahrtspiel (fartlek), das aus Geländeläufen mit wechselndem Tempo bestand. Er stellte damit Weltrekorde im 1500-Meter-Lauf und im 5000-Meter-Lauf auf. Emil Zátopek war Ende der 1940er/Anfang der 1950er Jahre mit seiner Intervallmethode erfolgreich, bei der er z. B. 60-mal 400 Meter lief. In den 1960er Jahren begann sich das Ausdauertraining auf den Langstrecken durchzusetzen, nachdem Murray Halberg (Neuseeland) bei den Olympischen Spielen 1960 in Rom überraschend den 5000-Meter-Lauf gewann und Ron Clarke (Australien) den 10.000-Meter-Weltrekord 1963 bis 1965 um 39 Sekunden verbesserte.

## Breitensport

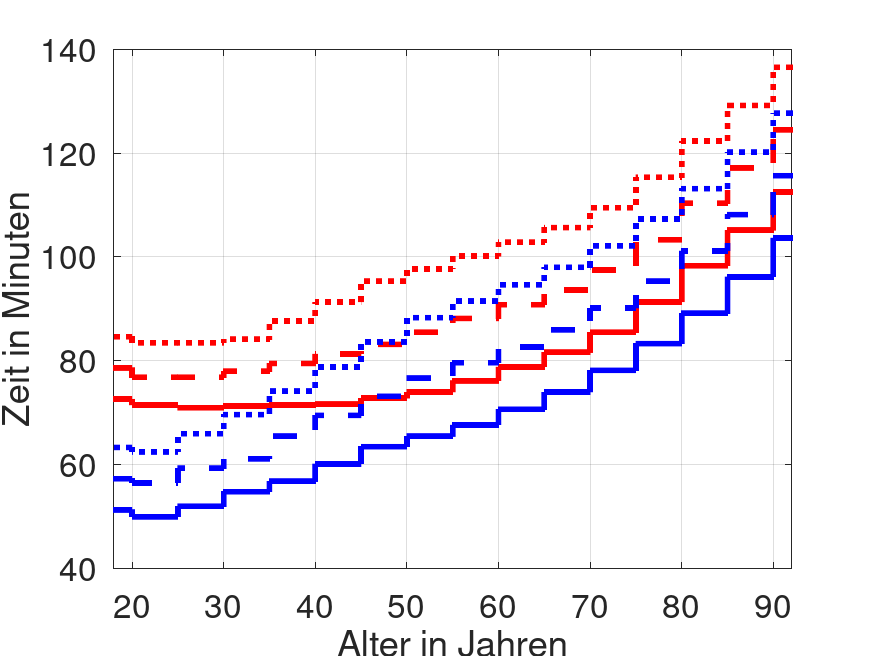
Zeiten für Frauen (rot), Männer (blau), Bronze (gepunktet), Silber (gestrichelt) und Gold des Deutschen Sportabzeichens

Der 10-km-Lauf ist eine Disziplin im Bereich Ausdauer für das Deutsche Sportabzeichen.

## Meilensteine
Männer
- erste registrierte Zeit: 32:35 min,  William Jackson, 5. April 1847 in Peckham (Zwischenzeit für 10.186 Meter während eines 10-Meilen-Laufes)
- erster offizieller Weltrekord: 30:58,8 min,  Jean Bouin, 16. November 1911
- erste Zeit unter 30 Minuten: 29:52,6 min,  Taisto Mäki, 17. September 1939
- erste Zeit unter 29 Minuten: 28:54,2 min,  Emil Zátopek, 1. Juni 1954
- erste Zeit unter 28 Minuten: 27:39,4 min,  Ron Clarke, 14. Juli 1965
- erste Zeit unter 27 Minuten: 26:58,38 min,  Yobes Ondieki, 10. Juli 1993

Frauen
- erste registrierte Zeit: 38:06,4 min,  Anne O’Brien, 26. März 1967 in Gormanstown
- erster offizieller Weltrekord: 32:17,20 min,  Jelena Sipatowa, 19. September 1981
- erste Zeit unter 32 Minuten: 31:35,3 min,  Mary Decker, 16. Juli 1982
- erste Zeit unter 31 Minuten: 30:59,42 min,  Ingrid Kristiansen, 27. Juli 1985
- erste Zeit unter 30 Minuten: 29:31,78 min,  Wang Junxia, 8. September 1993
- erste Zeit unter 29 Minuten: 28:54,14 min,  Beatrice Chebet, 25. Mai 2024

## Erfolgreichste Sportler
- zwei Olympiasiege
  -  Paavo Nurmi, 1920 und 1928
  -  Emil Zátopek, 1948 und 1952
  -  Lasse Virén, 1972 und 1976
  -  Derartu Tulu, 1992 und 2000 sowie Olympiadritte 2004; außerdem Weltmeisterin 2001 und Weltmeisterschaftszweite 1995
  -  Haile Gebrselassie, 1996 und 2000; außerdem Weltmeister 1993, 1995, 1997 und 1999 sowie Weltmeisterschaftszweiter 2003 und -dritter 2001
  -  Kenenisa Bekele, 2004 und 2008; außerdem Weltmeister 2003, 2005, 2007 und 2009
  -  Tirunesh Dibaba, 2008 und 2012, außerdem Weltmeisterin 2005, 2007 und 2013 sowie Weltmeisterschaftszweite 2017
  -  Mo Farah, 2012 und 2016; außerdem Weltmeister 2013, 2015 und 2017 sowie Weltmeisterschaftszweiter 2011
- je einmal Olympiagold und -silber:
  -  Ville Ritola, Gold 1924, Silber 1928
- je einmal Olympiagold und -bronze:
  -  Miruts Yifter, Gold 1980, Bronze 1972
  -  Fernanda Ribeiro, Gold 1996, Bronze 2000; außerdem Weltmeisterin 1995 und Weltmeisterschaftszweite 1997
- erfolgreichste Deutsche
  -  Hans Grodotzki, Olympiazweiter 1960
  -  Jürgen Haase (Leichtathlet), Europameister 1966 und 1969
  -  Werner Schildhauer, Weltmeisterschaftszweiter 1983, Europameisterschaftszweiter 1982
  -  Hansjörg Kunze, Weltmeisterschaftsdritter 1983 und 1987
  -  Kathrin Ullrich, Weltmeisterschaftsdritte 1987
  -  Dieter Baumann, aktueller deutscher Rekord 1998
  -  Jan Fitschen, Europameister 2006

## Statistik

### Medaillengewinner der Olympischen Spiele

#### Männer
| Jahr | Goldmedaille       | Silbermedaille        | Bronzemedaille       |
| ---- | ------------------ | --------------------- | -------------------- |
| 1912 | Hannes Kolehmainen | Lewis Tewanima        | Albin Stenroos       |
| 1920 | Paavo Nurmi        | Joseph Guillemot      | James Wilson         |
| 1924 | Ville Ritola       | Edvin Wide            | Eero Berg            |
| 1928 | Paavo Nurmi        | Ville Ritola          | Edvin Wide           |
| 1932 | Janusz Kusociński  | Volmari Iso-Hollo     | Lauri Virtanen       |
| 1936 | Ilmari Salminen    | Arvo Askola           | Volmari Iso-Hollo    |
| 1948 | Emil Zátopek       | Alain Mimoun          | Bertil Albertsson    |
| 1952 | Emil Zátopek       | Alain Mimoun          | Alexander Anufrijew  |
| 1956 | Wladimir Kuz       | József Kovács         | Allan Lawrence       |
| 1960 | Pjotr Bolotnikow   | Hans Grodotzki        | Dave Power           |
| 1964 | Billy Mills        | Mohamed Gammoudi      | Ron Clarke           |
| 1968 | Naftali Temu       | Mamo Wolde            | Mohamed Gammoudi     |
| 1972 | Lasse Virén        | Emiel Puttemans       | Miruts Yifter        |
| 1976 | Lasse Virén        | Carlos Lopes          | Brendan Foster       |
| 1980 | Miruts Yifter      | Kaarlo Maaninka       | Mohamed Kedir        |
| 1984 | Alberto Cova       | Mike McLeod           | Michael Musyoki      |
| 1988 | Brahim Boutayeb    | Salvatore Antibo      | Kipkemboi Kimeli     |
| 1992 | Khalid Skah        | Richard Chelimo       | Addis Abebe          |
| 1996 | Haile Gebrselassie | Paul Tergat           | Salah Hissou         |
| 2000 | Haile Gebrselassie | Paul Tergat           | Assefa Mezgebu       |
| 2004 | Kenenisa Bekele    | Sileshi Sihine        | Zersenay Tadese      |
| 2008 | Kenenisa Bekele    | Sileshi Sihine        | Micah Kipkemboi Kogo |
| 2012 | Mo Farah           | Galen Rupp            | Tariku Bekele        |
| 2016 | Mo Farah           | Paul Kipngetich Tanui | Tamirat Tola         |
| 2020 | Selemon Barega     | Joshua Cheptegei      | Jacob Kiplimo        |
| 2024 | Joshua Cheptegei   | Berihu Aregawi        | Grant Fisher         |

#### Frauen
| Jahr | Goldmedaille     | Silbermedaille            | Bronzemedaille            |
| ---- | ---------------- | ------------------------- | ------------------------- |
| 1988 | Olga Bondarenko  | Liz McColgan              | Jelena Schupijewa         |
| 1992 | Derartu Tulu     | Elana Meyer               | Lynn Jennings             |
| 1996 | Fernanda Ribeiro | Wang Junxia               | Gete Wami                 |
| 2000 | Derartu Tulu     | Gete Wami                 | Fernanda Ribeiro          |
| 2004 | Xing Huina       | Ejegayehu Dibaba          | Derartu Tulu              |
| 2008 | Tirunesh Dibaba  | Shalane Flanagan          | Linet Chepkwemoi Masai    |
| 2012 | Tirunesh Dibaba  | Sally Kipyego             | Vivian Jepkemoi Cheruiyot |
| 2016 | Almaz Ayana      | Vivian Jepkemoi Cheruiyot | Tirunesh Dibaba           |
| 2020 | Sifan Hassan     | Kalkidan Gezahegne        | Letesenbet Gidey          |
| 2024 | Beatrice Chebet  | Nadia Battocletti         | Sifan Hassan              |

### Medaillengewinner der Weltmeisterschaften

#### Männer
| Jahr | Goldmedaille       | Silbermedaille     | Bronzemedaille         |
| ---- | ------------------ | ------------------ | ---------------------- |
| 1983 | Alberto Cova       | Werner Schildhauer | Hansjörg Kunze         |
| 1987 | Paul Kipkoech      | Francesco Panetta  | Hansjörg Kunze         |
| 1991 | Moses Tanui        | Richard Chelimo    | Khalid Skah            |
| 1993 | Haile Gebrselassie | Moses Tanui        | Richard Chelimo        |
| 1995 | Haile Gebrselassie | Khalid Skah        | Paul Tergat            |
| 1997 | Haile Gebrselassie | Paul Tergat        | Salah Hissou           |
| 1999 | Haile Gebrselassie | Paul Tergat        | Assefa Mezgebu         |
| 2001 | Charles Kamathi    | Assefa Mezgebu     | Haile Gebrselassie     |
| 2003 | Kenenisa Bekele    | Haile Gebrselassie | Sileshi Sihine         |
| 2005 | Kenenisa Bekele    | Sileshi Sihine     | Moses Mosop            |
| 2007 | Kenenisa Bekele    | Sileshi Sihine     | Martin Irungu Mathathi |
| 2009 | Kenenisa Bekele    | Zersenay Tadese    | Moses Ndiema Masai     |
| 2011 | Ibrahim Jeilan     | Mo Farah           | Imane Merga            |
| 2013 | Mo Farah           | Ibrahim Jeilan     | Paul Kipngetich Tanui  |
| 2015 | Mo Farah           | Geoffrey Kamworor  | Paul Kipngetich Tanui  |
| 2017 | Mo Farah           | Joshua Cheptegei   | Paul Kipngetich Tanui  |
| 2019 | Joshua Cheptegei   | Yomif Kejelcha     | Rhonex Kipruto         |
| 2022 | Joshua Cheptegei   | Stanley Mburu      | Jacob Kiplimo          |
| 2023 | Joshua Cheptegei   | Daniel Ebenyo      | Selemon Barega         |

#### Frauen
| Jahr | Goldmedaille       | Silbermedaille    | Bronzemedaille     |
| ---- | ------------------ | ----------------- | ------------------ |
| 1987 | Ingrid Kristiansen | Jelena Schupijewa | Kathrin Ullrich    |
| 1991 | Liz McColgan       | Zhong Huandi      | Wang Xiuting       |
| 1993 | Wang Junxia        | Zhong Huandi      | Sally Barsosio     |
| 1995 | Fernanda Ribeiro   | Derartu Tulu      | Tegla Loroupe      |
| 1997 | Sally Barsosio     | Fernanda Ribeiro  | Masako Chiba       |
| 1999 | Gete Wami          | Paula Radcliffe   | Tegla Loroupe      |
| 2001 | Derartu Tulu       | Berhane Adere     | Gete Wami          |
| 2003 | Berhane Adere      | Werknesh Kidane   | Sun Yingjie        |
| 2005 | Tirunesh Dibaba    | Berhane Adere     | Ejegayehu Dibaba   |
| 2007 | Tirunesh Dibaba    | Kara Goucher      | Joanne Pavey       |
| 2009 | Linet Masai        | Meselech Melkamu  | Wude Ayalew        |
| 2011 | Vivian Cheruiyot   | Sally Kipyego     | Linet Masai        |
| 2013 | Tirunesh Dibaba    | Gladys Cherono    | Belaynesh Oljira   |
| 2015 | Vivian Cheruiyot   | Gelete Burka      | Emily Infeld       |
| 2017 | Almaz Ayana        | Tirunesh Dibaba   | Agnes Jebet Tirop  |
| 2019 | Sifan Hassan       | Letesenbet Gidey  | Agnes Jebet Tirop  |
| 2022 | Letesenbet Gidey   | Hellen Obiri      | Margaret Kipkemboi |
| 2023 | Gudaf Tsegay       | Letesenbet Gidey  | Ejgayehu Taye      |

### Weltrekordentwicklung

#### Männer
| Zeit (min) | Name               | Datum              | Ort            |
| ---------- | ------------------ | ------------------ | -------------- |
| 31:20,8 *  | Hannes Kolehmainen | Juni 1912          | Stockholm      |
| 31:02,4    | Alfred Shrubb      | 5. November 1904   | Glasgow        |
| 30:58,8    | Jean Bouin         | 16. November 1911  | Paris          |
| 30:40,2    | Paavo Nurmi        | 22. Juni 1921      | Stockholm      |
| 30:35,4    | Ville Ritola       | 25. Mai 1924       | Helsinki       |
| 30:23,2    | Ville Ritola       | 6. Juli 1924       | Paris          |
| 30:06,2    | Paavo Nurmi        | 31. August 1924    | Kuopio         |
| 30:05,6    | Ilmari Salminen    | 18. Juli 1937      | Kouvola        |
| 30:02,0    | Taisto Mäki        | 29. September 1938 | Tampere        |
| 29:52,6    | Taisto Mäki        | 17. September 1939 | Helsinki       |
| 29:35,4    | Viljo Heino        | 25. August 1944    | Helsinki       |
| 29:28,2    | Emil Zátopek       | 11. Juni 1949      | Ostrava        |
| 29:27,2    | Viljo Heino        | 1. September 1949  | Kouvola        |
| 29:21,2    | Emil Zátopek       | 22. Oktober 1949   | Ostrava        |
| 29:02,6    | Emil Zátopek       | 4. August 1950     | Turku          |
| 29:01,6    | Emil Zátopek       | 1. November 1953   | Stara Boleslav |
| 28:54,2    | Emil Zátopek       | 1. Juni 1954       | Brüssel        |
| 28:42,8    | Sándor Iharos      | 15. Juli 1956      | Budapest       |
| 28:30,4    | Wladimir Kuz       | 11. September 1956 | Moskau         |
| 28:18,8    | Pjotr Bolotnikow   | 15. Oktober 1960   | Kiew           |
| 28:18,2    | Pjotr Bolotnikow   | 11. August 1962    | Moskau         |
| 28:15,6    | Ron Clarke         | 18. Dezember 1963  | Melbourne      |
| 28:14,0    | Ron Clarke         | 16. Mai 1965       | Turku          |
| 27:39,4    | Ron Clarke         | 14. Juli 1965      | Oslo           |
| 27:38,4    | Lasse Virén        | 3. September 1972  | München        |
| 27:30,8    | David Bedford      | 13. Juli 1973      | London         |
| 27:30,5    | Samson Kimobwa     | 30. Juni 1977      | Helsinki       |
| 27:22,4    | Henry Rono         | 11. Juni 1978      | Wien           |
| 27:13,81   | Fernando Mamede    | 2. Juli 1984       | Stockholm      |
| 27:08,23   | Arturo Barrios     | 18. August 1989    | Berlin         |
| 27:07,91   | Richard Chelimo    | 5. Juli 1993       | Stockholm      |
| 26:58,38   | Yobes Ondieki      | 10. Juli 1993      | Oslo           |
| 26:52,23   | William Sigei      | 22. Juli 1994      | Oslo           |
| 26:43,53   | Haile Gebrselassie | 5. Juni 1995       | Hengelo        |
| 26:38,08   | Salah Hissou       | 23. August 1996    | Brüssel        |
| 26:31,32   | Haile Gebrselassie | 4. Juli 1997       | Oslo           |
| 26:27,85   | Paul Tergat        | 22. August 1997    | Brüssel        |
| 26:22,75   | Haile Gebrselassie | 1. Juni 1998       | Hengelo        |
| 26:20,31   | Kenenisa Bekele    | 8. Juni 2004       | Ostrava        |
| 26:17,54   | Kenenisa Bekele    | 26. August 2005    | Brüssel        |
| 26:11,00   | Joshua Cheptegei   | 7. Oktober 2020    | Valencia       |

Anmerkung: Die Zeit von Hannes Kolehmainen von 1912 wurde von der IAAF zunächst als erster Weltrekord registriert, da der Lauf von Alfred Shrubb anfangs mit einer falschen Jahresangabe in den Akten vermerkt war.

#### Frauen
| Zeit (min) | Name                | Datum             | Ort            |
| ---------- | ------------------- | ----------------- | -------------- |
| 32:17,20   | Jelena Sipatowa     | 19. Oktober 1981  | Moskau         |
| 31:35,3    | Mary Tabb           | 16. Juli 1982     | Eugene         |
| 31:35,01   | Ljudmila Baranowa   | 29. Mai 1983      | Krasnodar      |
| 31:27,58   | Raissa Sadreidinowa | 7. September 1983 | Odessa         |
| 31:13,78   | Olga Bondarenko     | 24. Juni 1984     | Kiew           |
| 30:59,42   | Ingrid Kristiansen  | 27. Juli 1985     | Oslo           |
| 30:13,74   | Ingrid Kristiansen  | 5. Juli 1986      | Oslo           |
| 29:31,78   | Wang Junxia         | 8. September 1993 | Peking         |
| 29:17,45   | Almaz Ayana         | 12. August 2016   | Rio de Janeiro |
| 29:06,82   | Sifan Hassan        | 6. Juni 2021      | Hengelo        |
| 29:01,03   | Letesenbet Gidey    | 8. Juni 2021      | Hengelo        |
| 28:54,14   | Beatrice Chebet     | 25. Mai 2024      | Eugene         |

### Weltbestenliste

#### Männer
Alle Läufer mit einer Zeit unter 26:51,49 min (letzte Veränderung: 5. Juli 2025)
1. 26:11,00 min  Joshua Cheptegei, Valencia, 7. Oktober 2020
2. 26:17,54 min  Kenenisa Bekele, Brüssel, 26. August 2005
3. 26:22,75 min  Haile Gebrselassie, Hengelo, 1. Juni 1998
4. 26:27,85 min  Paul Tergat, Brüssel, 22. August 1997
5. 26:30,03 min  Nicholas Kemboi, Brüssel, 5. September 2003
6. 26:30,74 min  Abebe Dinkesa, Hengelo, 29. Mai 2005
7. 26:31,01 min  Yomif Kejelcha, Nerja, 15. Juni 2024
8. 26:31,13 min  Berihu Aregawi, Nerja, 15. Juni 2024
9. 26:33,84 min  Grant Fisher, San Juan Capistrano, 6. März 2022
10. 26:33,93 min  Jacob Kiplimo, Ostrava, 19. Mai 2021
11. 26:34,14 min  Mohammed Ahmed, San Juan Capistrano, 6. März 2022
12. 26:34,93 min  Selemon Barega, Nerja, 15. Juni 2024
13. 26:35,63 min  Micah Kogo, Brüssel, 25. August 2006
14. 26:36,26 min  Paul Koech, Brüssel, 22. August 1997
15. 26:37,35 min  Zersenay Tadese, Brüssel, 25. August 2006
16. 26:37,93 min  Biniam Mehary, Nerja, 15. Juni 2024
17. 26:38,08 min  Salah Hissou, Brüssel, 23. August 1996
18. 26:38,76 min  Ahmad Hassan Abdullah, Brüssel, 5. September 2003
19. 26:39,69 min  Sileshi Sihine, Hengelo, 31. Mai 2004
20. 26:39,77 min  Boniface Toroitich Kiprop, Brüssel, 26. August 2005
21. 26:41,75 min  Samuel Kamau Wanjiru, Brüssel, 26. August 2005
22. 26:42,65 min  Gemechu Dida, Nerja, 15. Juni 2024
23. 26:43,98 min  Lucas Kimeli Rotich, Brüssel, 16. September 2011
24. 26:43,98 min  Benard Kibet, Paris, 2. August 2024
25. 26:44,36 min  Galen Rupp, Eugene, 30. Mai 2014
26. 26:45,91 min  Tadese Worku, Hengelo, 5. Juni 2022
27. 26:46,35 min  Edwin Kurgat, Eugene, 5. Juli 2025
28. 26:46,57 min  Mo Farah, Eugene, 3. Juni 2011 (Europarekord)
29. 26:47,72 min  Ishmael Kipkurui, Eugene, 5. Juli 2025
30. 26:48,35 min  Imane Merga, Eugene, 3. Juni 2011
31. 26:48,95 min  Hagos Gebrhiwet, Hengelo, 17. Juli 2019
32. 26:48,99 min  Josphat Bett, Eugene, 3. Juni 2011
33. 26:49,02 min  Eliud Kipchoge, Hengelo, 26. Mai 2007
34. 26:49,20 min  Moses Ndiema Masai, Brüssel, 14. September 2007
35. 26:49,38 min  Sammy Kipketer, Brüssel, 30. August 2002
36. 26:49,41 min  Paul Tanui, Eugene, 30. Mai 2014
37. 26:49,49 min  Thierry Ndikumwenayo, Paris, 1. August 2024
38. 26:49,55 min  Moses Mosop, Hengelo, 26. Mai 2007
39. 26:49,90 min  Assefa Mezgebu, Brüssel, 30. August 2002
40. 26:50,00 min  Benson Kiplangat, Eugene, 5. Juli 2025
41. 26:50,16 min  Rhonex Kipruto, Stockholm, 30. Mai 2019
42. 26:50,20 min  Richard Limo, Brüssel, 30. August 2002
43. 26:50,64 min  Adriaan Wildschutt, Paris, 2. August 2024
44. 26:50,81 min  Daniel Mateiko, Eugene, 25. Mai 2024
45. 26:50,94 min  Nicholas Kimeli, Eugene, 25. Mai 2024
46. 26:51,02 min  Dejen Gebremeskel, Sollentuna, 27. Juni 2013
47. 26:51,06 min  Habtom Samuel, San Juan Capistrano, 26. März 2025
48. 26:51,11 min  Yigrem Demelash, Hengelo, 29. Juni 2016
49. 26:51,16 min  Emmanuel Kipkemei Bett, Brüssel, 7. September 2012
50. 26:51,49 min  Charles Waweru Kamathi, Brüssel, 3. September 1999

- Schweizer Rekord: Julien Wanders – 27:17,29 min am 17. Juli 2019 in Hengelo
- deutscher Rekord: Dieter Baumann – 27:21,53 min am 5. April 1997 in Baracaldo
- österreichischer Rekord: Günther Weidlinger – 27:36,46 min am 4. Mai 2008 in Stanford

#### Frauen
Alle Läuferinnen mit einer Zeit unter 30:21,67 min (letzte Veränderung: 16. Juni 2024)
1. 28:54,14 min  Beatrice Chebet, Eugene, 25. Mai 2024
2. 29:01,03 min  Letesenbet Gidey, Hengelo, 8. Juni 2021
3. 29:05,92 min  Gudaf Tsegay, Eugene, 25. Mai 2024
4. 29:06,82 min  Sifan Hassan, Hengelo, 6. Juni 2021 (Europarekord)
5. 29:17,45 min  Almaz Ayana, Rio de Janeiro, 12. August 2016
6. 29:26,89 min  Lilian Kasait Rengeruk, Eugene, 25. Mai 2024
7. 29:27,59 min  Margaret Kipkemboi, Eugene, 25. Mai 2024
8. 29:31,78 min  Wang Junxia, Peking, 8. September 1993
9. 29:32,53 min  Vivian Cheruiyot, Rio de Janeiro, 12. August 2016
10. 29:42,56 min  Tirunesh Dibaba, Rio de Janeiro, 12. August 2016
11. 29:47,42 min  Grace Loibach Nawowuna, Hengelo, 3. Juni 2023
12. 29:47,71 min  Fotyen Tesfay, Nerja, 15. Juni 2024
13. 29:48,34 min  Tsigie Gebreselama, San Juan Capistrano, 16. März 2024
14. 29:50,52 min  Ejgayehu Taye, Nerja, 15. Juni 2024
15. 29:50,77 min  Kalkidan Gezahegne, Maia, 8. Mai 2021
16. 29:53,51 min  Alice Aprot Nawowuna, Rio de Janeiro, 12. August 2016
17. 29:53,80 min  Meselech Melkamu, Utrecht, 14. Juni 2009
18. 29:59,03 min  Mizan Alem, London, 20. Mai 2023
19. 29:59,15 min  Lemlem Hailu, Nerja, 23. Juni 2023
20. 29:59,20 min  Meseret Defar, Birmingham, 11. Juli 2009
21. 30:00,86 min  Eilish McColgan, San Juan Capistrano, 5. März 2023
22. 30:01,09 min  Paula Radcliffe, München, 6. August 2002
23. 30:03,82 min  Alicia Monson, San Juan Capistrano, 5. März 2023
24. 30:04,18 min  Berhane Adere, Paris, 23. August 2003
25. 30:04,97 min  Janeth Chepngetich, Eugene, 25. Mai 2024
26. 30:06,43 min  Emmaculate Anyango, Eugene, 25. Mai 2024
27. 30:07,15 min  Werknesh Kidane, Paris, 23. August 2003
28. 30:07,20 min  Sun Yingjie, Paris, 23. August 2003
29. 30:07,42 min  Catherine Amanang’ole, Eugene, 25. Mai 2024
30. 30:07,78 min  Betsy Saina, Rio de Janeiro, 12. August 2016
31. 30:09,05 min  Aynadis Mebratu, Nerja, 15. Juni 2024
32. 30:10,02 min  Hellen Obiri, Eugene, 16. Juli 2022
33. 30:11,53 min  Florence Kiplagat, Utrecht, 14. Juni 2009
34. 30:11,87 min  Wude Ayalew, Utrecht, 14. Juni 2009
35. 30:12,15 min  Rahel Daniel, Eugene, 16. Juli 2022
36. 30:12,53 min  Lornah Kiplagat, Paris, 23. August 2003
37. 30:13,17 min  Molly Huddle, Rio de Janeiro, 12. August 2016
38. 30:13,37 min  Zhong Huandi, Peking, 8. September 1993
39. 30:13,74 min  Ingrid Kristiansen, Oslo, 5. Juli 1986
40. 30:14,66 min  Elise Cranny, San Juan Capistrano, 6. März 2022
41. 30:17,49 min  Derartu Tulu, Sydney, 30. September 2000
42. 30:17,64 min  Caroline Chepkoech Kipkirui, Eugene, 16. Juli 2022
43. 30:17,77 min  Bosena Mulatie, Eugene, 16. Juli 2022
44. 30:18,05 min  Karissa Schweizer, Eugene, 16. Juli 2022
45. 30:18,39 min  Ejegayehu Dibaba, Sollentuna, 28. Juni 2005
46. 30:19,29 min  Tsehay Gemechu, Hengelo, 8. Juni 2021
47. 30:20,44 min  Hitomi Niiya, Osaka, 4. Dezember 2020
48. 30:20,77 min  Yalemzerf Yehualaw, Hengelo, 8. Juni 2021
49. 30:20,97 min  Pauline Kamulu, Abashiri, 13. Juli 2022
50. 30:21,67 min  Elvan Abeylegesse, Antalya, 15. April 2006

- deutscher Rekord: Konstanze Klosterhalfen – 31:01,71 min am 27. Februar 2021 in Austin (Texas)[1]
- Schweizer Rekord: Daria Nauer – 31:35,96 min am 13. August 1994 in Helsinki
- österreichischer Rekord: Susanne Pumper – 32:12,33 min am 7. Mai 2005 in Salzburg